# الکترونیک قدرت (کتاب)
الکترونیک قدرت کتابی از هانس رودی بولر با ترجمهٔ قدیر عزیزی قناد است که در سال ۱۳۶۴ منتشر و در مراسم کتاب سال جمهوری اسلامی ایران به‌عنوان کتاب برگزیده معرفی شد.